# 雜色球麗魚
雜色球麗魚，為輻鰭魚綱鱸形目隆頭魚亞目慈鯛科的其中一種，其种加词“variabilis”意为“各色的”、“变化的”。分布於非洲剛果河中游流域，體長可達27.6公分，棲息在底中層水域，以昆蟲、植物為食，生活習性不明。